# Château de la Mothe-Chandeniers (zámek)
Château de la Mothe-Chandeniers je zámek v obci Les Trois-Moutiers v departementu Vienne ve Francii.

## Historie
Nejstarší části zámku byly postaveny ve 13. století. Původní hrad byl původně zván Motte Bauçay (nebo Baussay). Hrad patřil rodu Bauçay, pánů z Loudun. Motte Baussay byl několikrát obsazen Angličany během Stoleté války. V roce 1654 nechal hrad přestavět markýz Francois II. d'Espinay, který jej nechal přetvořit na přepychové sídlo se zahradami a parky. I kvůli tomu byl zámek později zdevastován během Francouzské revoluce.
V roce 1809 hrad koupil bohatý obchodník François Hennecart, který stavbu obnovil, ale zachoval jeho středověkou podobu a na pozemcích nechal založit vinohrad. V roce 1857 zámek koupil baron Edgard Lejeune, který se v roce 1870 pustil do rozsáhlé přestavby v romantickém duchu, při které přibylo mnoho přepychu. V roce 1932, krátce poté, co bylo nainstalováno centrální vytápění, zámek zachvátil požár, který zničil většinu jeho vybavení. Kompletně zničena byla knihovna se vzácnými svazky, starožitný nábytek, tapisérie a drahé obrazy. Hasičům z celého regionu, kteří bojovali s ohněm se podařilo zachránit pouze kapli, hospodářské budovy a holubník. Ztráty byly v té době vyčísleny na několik milionů franků. V roce 1963 bylo celé panství zahrnující 2000 hektarů, včetně 1200 hektarů lesa, prodáno průmyslníkovi na odpočinku, Julesi Cavroyovi. Poté jej v roce 1981 získal bývalý středoškolský učitel matematiky Marc Deyemer. Tomu se i přes jeho snahu nepodařilo zastavit chátrání zámku, který si postupně začala stále více brát příroda. Deyemer dokonce v rozhovoru pro jedny novina naznačil, že jeho úsilí naráželo na administrativní problémy ze strany úřadů a překážky, které mu úkladně nakládali „jistí lidé“. Kdo to byl Deyemer neupřesnil, ale mezi místními se říká, že situaci zkomplikovala francouzská banka Crédit Lyonnais, která v 80. letech okolní pozemky i s lesy odkoupila a pak je po částech prodávala za výhodné ceny. Tím se celé panství rozdrobilo na malé kousky patřící různým majitelům a tím je ztížen i přístup k samotnému zámku.

### Startup Adoptuj zámek
Změnu přinesl startup Dartagnans a francouzský projekt Adoptuj zámek (Adopte un Château), který se snaží zachránit historické stavby před zánikem a upozornit na jejich stav. Spoluvlastníkem se mohl stát kdokoli kdo byl ochotný investovat minimálně 50 euro. V prosinci 2017 byl zámek prodán za půl milionu euro (13 000 000 Kč). V crowdfundingové kampani dohromady přispělo přes 25000 lidí 115 zemí světa, kteří na jeho odkoupení a následné opravy vybrali 1,6 milionů euro. Díky získaným financím mohly být zahájeny i první opravy, ale jejich cílem není zámek navrátit do původní podoby, nýbrž zamezit jeho dalšímu rozpadu. Obytná bude jen část zámku – pokoje ve věži s hodinami, které mohou obývat spolumajitelé.
V roce 2020 byly zveřejněny výsledky architektonické soutěže vypsané na řešení parku okolo zámku. Ten měl být přetvořen jako prostor pro relaxaci pro turisty a návštěvníky. Do soutěže se přihlásili stovky architektů z celého světa. První místo získal japonský tým „D-D-D“, který nejvíce oslovil komisi v níž zasedali např. architekti Anish Kapoor, Rudy Ricciotti a Edoardo Tresoldi.

## Galerie

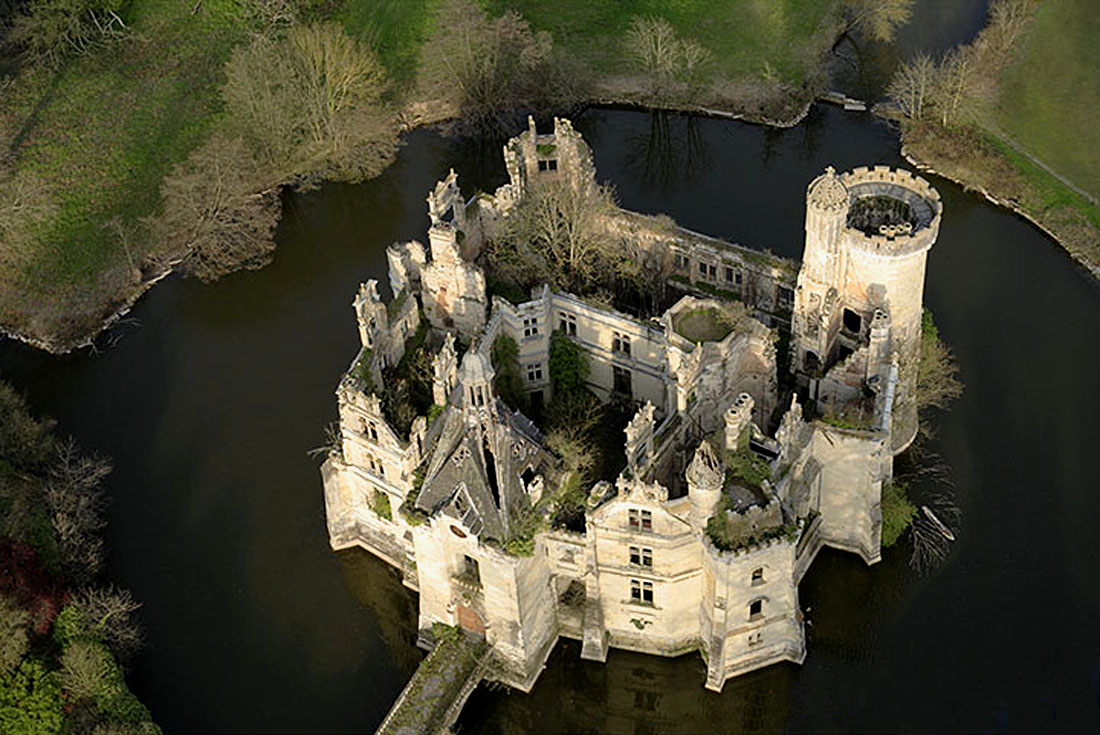
Letecký snímek z roku 2006
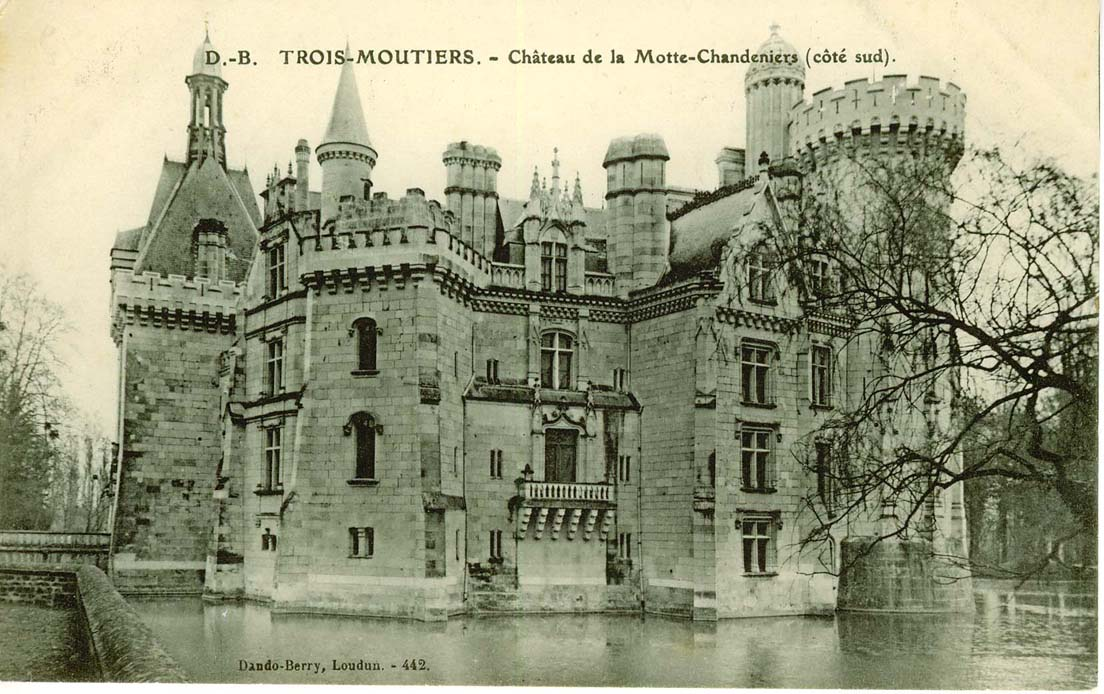
Pohled z jihu na dobové fotografii (1904)
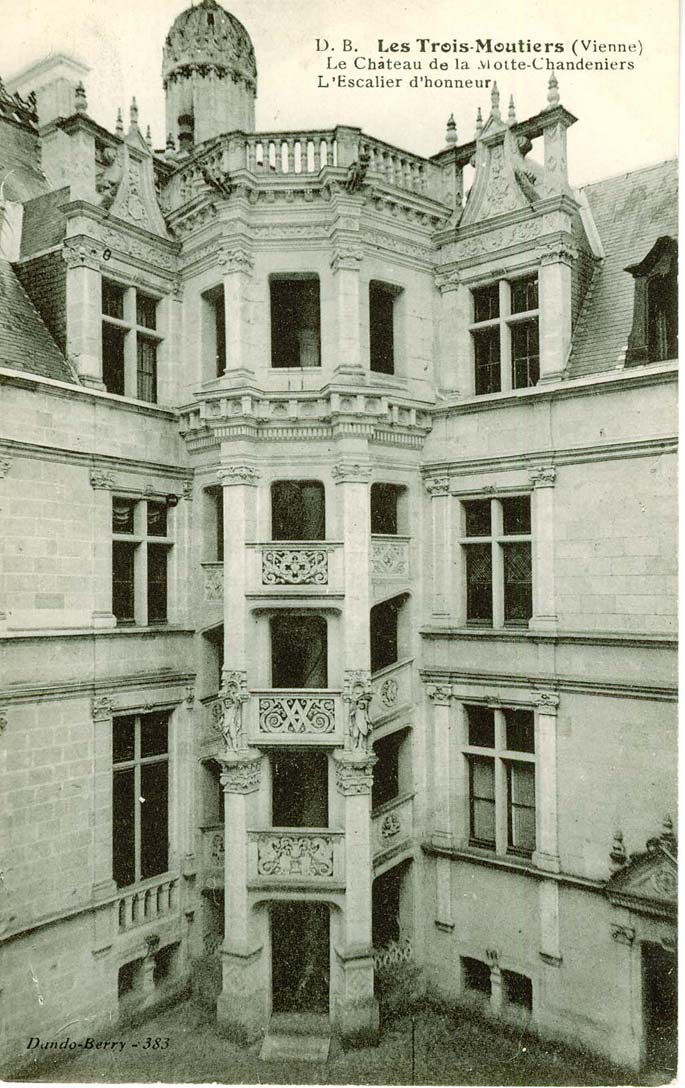
Schodiště na dobové fotografii
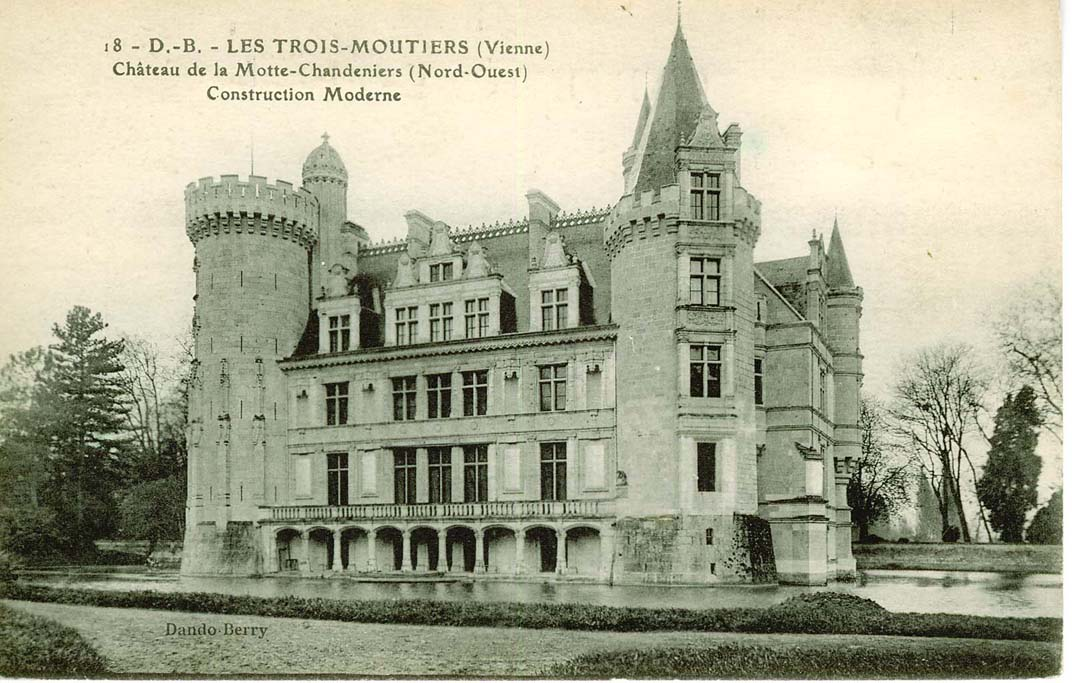
Pohled na severní stranu zámku na dobové fotografii
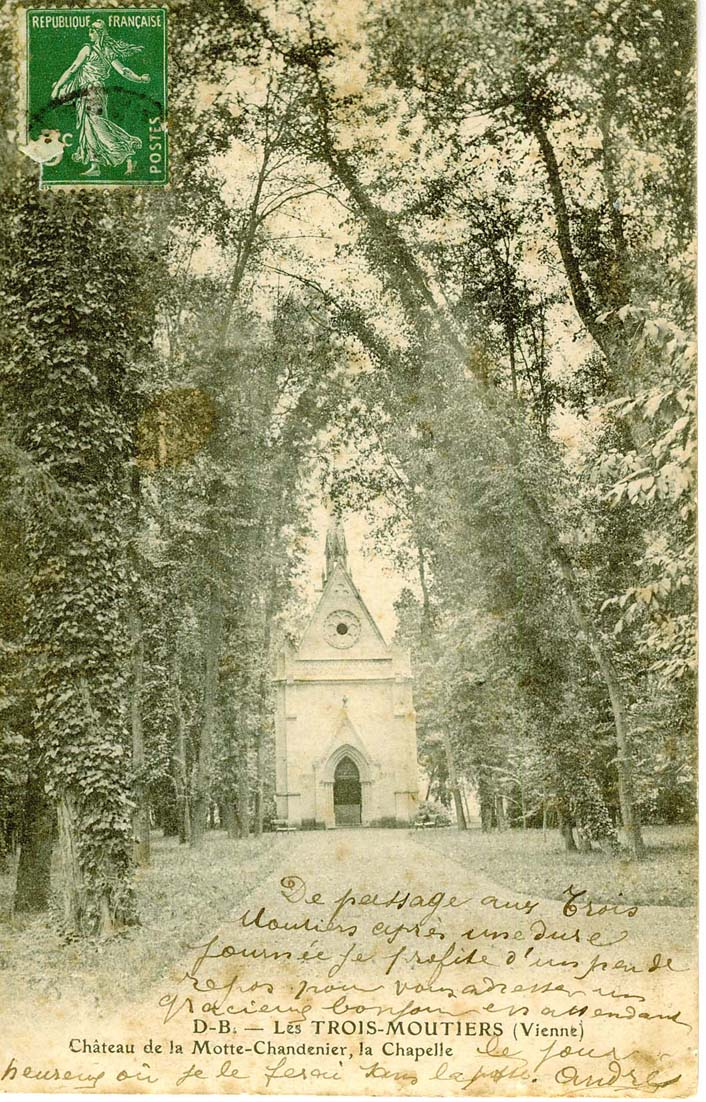
Kaple